# أرثوبراكسية
الأرثوبراكسية (بالإنجليزية: Orthopraxy)‏ هو مصطلح يشير إلى السلوك الصحيح، الأخلاقي والشعائري، في مقابل الإيمان أو النعم الإلهية إلخ. وهو يتناقض مع الأرثوذكسية، التي تؤكد على الاعتقاد الصحيح، وممارسة الشعائر. المصطلح "Orthopraxy" هو كلمة مركبة (ὀρθοπραξία) تعني «الممارسة الصحيحة».